# 名古屋市立萩山中学校
名古屋市立萩山中学校（なごやしりつ はぎやまちゅうがっこう）は、名古屋市瑞穂区市丘町にある公立中学校。萩山中学校の学区区域の人口は、2020年（令和2年）4月1日時点の統計で32,672人となっている。
略称は「萩中（はぎちゅう）」である

## 教育目標
- 自ら考え、正しく判断する人間[WEB 5]
- 自ら学び、実践力のある人間[WEB 5]
- 国際的視野に立ち、創造性豊かな人間[WEB 5]
- 健康で安全な生活をする人間[WEB 5]

## 沿革
- 1947年（昭和22年）4月 - 名古屋市立萩山中学校として創立[WEB 1]。
- 1948年（昭和23年）9月 - 萩山・竹田・田辺の各中学校が統合され、名古屋市立瑞穂ケ丘中学校が成立[WEB 1]。
- 1949年（昭和24年）4月 - 名古屋市立萩山中学校として再独立[WEB 1]。
- 1950年（昭和25年）11月 - 名古屋市瑞穂区弥富町字市之正3-15の新校舎に移転[WEB 1]。
- 1951年（昭和26年）4月 - 愛知県立昭和高等学校内に設置されていた分校を廃止[WEB 1]。
- 1952年（昭和27年）9月 - 所在地の町名制定に伴い市丘町1丁目48番地となる[WEB 1]。
- 1953年（昭和28年）9月 - 名古屋市立豊岡小学校創立に伴い、名古屋市立井戸田小学校学区の一部を名古屋市立田光中学校学区より編入[WEB 1]。
- 1954年（昭和29年）4月 - 名古屋市立陽明小学校創立に伴い、名古屋市立弥富小学校学区の一部を名古屋市立汐路中学校へ分離[WEB 1]。
- 1960年（昭和35年）9月 - 名古屋市立津賀田中学校創立に伴い、名古屋市立瑞穂小学校を津賀田中学校へ分離[WEB 1]。
- 1979年（昭和54年）3月 - 萩山地域スポーツセンターが完成[WEB 1]。

- 2022年（令和4年）度 - 体育館にエアコンが整備される予定[WEB 6][WEB 7]。

## 部活動

### 運動部
- 剣道部[WEB 8]
- 陸上競技部[WEB 8]
- サッカー部[WEB 8]
- 卓球部[WEB 8]
- ソフトテニス部（女子）[WEB 8]
- ソフトテニス部（男子）
- バレーボール部[WEB 8]
- 野球部[WEB 8]

### 文化部
- 美術部[WEB 8]
- 園芸部[WEB 8]
- 合唱部[WEB 8]（平成28年度新設）

## 通学区域
- 名古屋市立弥富小学校学区[WEB 9]
- 名古屋市立豊岡小学校学区[WEB 9]
- 名古屋市立中根小学校学区[WEB 9]

## 交通
- 名古屋市営地下鉄名城線 瑞穂運動場東駅より徒歩8分[WEB 3]

## 著名な出身者
- 上野翔太郎（社会人野球選手）
- 藤田和秀（政治家）
- 吉田萌（アーティスティックスイミング選手）
- 深堀隆介（美術作家）
- イヒネ・イツア

### WEB
1. 1 2 3 4 5 6 7 8 9 10 11  “萩山中学校70数年の歴史”.   名古屋市立萩山中学校. 2020年5月1日閲覧。
2. ↑  “愛知県所属中学コード表” (PDF).   教育開発出版株式会社 (2020年5月2日). 2020年5月2日閲覧。
3. 1 2  “萩山中学校の学区紹介”.   名古屋市立萩山中学校. 2015年10月27日閲覧。
4. ↑  名古屋市瑞穂区役所区政部総務課統計選挙係 (2020年4月29日). “人口統計（瑞穂区）”.   名古屋市. 2020年4月29日閲覧。
5. 1 2 3 4  “学校教育目標”.   名古屋市立萩山中学校 (2020年5月2日). 2020年5月2日閲覧。
6. ↑  “中学、特別支援学校６０校の体育館にエアコン　冷房は２３年度から”. 中日新聞社. (2021年5月29日) 2021年6月21日閲覧。
7. ↑   “学校体育館空調設備にかかる設計について”. 名古屋市. (2021年5月28日) 2021年8月10日閲覧。
8. 1 2 3 4 5 6 7 8 9 10  “部活動はとってもさかんです”.   名古屋市立萩山中学校. 2015年10月27日閲覧。
9. 1 2 3  名古屋市教育委員会事務局子ども応援委員会制度担当部学校計画室計画係 (2020年5月1日). “名古屋市立中学校区一覧（小→中）” (PDF).   名古屋市. 2020年5月1日閲覧。